# Monk's Blues
Monk's Blues è un album in studio del pianista e compositore statunitense Thelonious Monk, pubblicato nel 1968.

## Tracce
Tutte le tracce sono state composte da Thelonious Monk, eccetto dove indicato.

Side 1
1. Let's Cool One - 3:47
2. Reflections - 4:35
3. Rootie Tootie - 7:35
4. Just a Glance at Love - 2:52 (Teo Macero)
5. Brilliant Corners - 3:52 (Teo Macero)

Side 2
1. Consecutive Seconds - 2:41
2. Monk's Point - 8:03
3. Trinkle, Tinkle - 4:59
4. Straight, No Chaser - 7:20

## Formazione
- Thelonious Monk – piano
- Charlie Rouse – sassofono tenore
- Larry Gales – basso
- Ben Riley – batteria
- Oliver Nelson – direzione
- Buddy Collette, Tom Scott, Gene Cipriano, Ernie Small – sassofono
- Bobby Bryant, Conte Candoli, Freddie Hill – tromba
- Lou Blackburn, Bob Bralinger, Billy Byers, Mike Wimberly – trombone
- Howard Roberts – chitarra
- John Guerin – batteria